# Застава Луганске Народне Републике
Застава Луганске Народне Републике (рус. Флаг Луганской Народной Республики) јесте званични државни симбол самопроглашене Луганске Народне Републике, заједно са грбом и химном. 
Застава је тробојка која се састоји од светло плаве, тамно плаве и црвене боје. Актуелна верзија заставе потврђена је Уставом ЛНР од 2014. године, у којем су прописана и правила употребе државне заставе.

## Боје
Боје заставе Луганске Народне Републике одређене су Законом о државној застави Луганске Народне Републике.
| Систем боја | Светло плава | Тамно плава | Црвена  |
| ----------- | ------------ | ----------- | ------- |
| RGB         | 100-200-255  | 0-57-166    | 240-0-0 |
| HTML        | #64C8FF      | #0039A6     | #F00000 |

## Галерија
- Застава ЛНР која се користила од 9. маја 2014. године.[3][4]
- Застава ЛНР
(2. новембар 2014 — 26. новембар 2014).
- Садашња застава ЛНР (од 26. новембра 2014).

### Варијанте
- Варијанта некадашње заставе ЛНР
- Варијанта некадашње заставе ЛНР
- Варијанта садашње заставе ЛНР